# Pupping
Pupping è un comune austriaco di 1 834 abitanti nel distretto di Eferding, in Alta Austria.